# Emanuele Catarinicchia
Emanuele Catarinicchia (Partinico, 12 luglio 1926 – Mazara del Vallo, 26 gennaio 2024) è stato un vescovo cattolico italiano.

## Biografia
Dopo la maturità classica e la laurea in Filosofia presso l'Università degli Studi di Palermo, entrò nel Seminario arcivescovile di Monreale. Fu ordinato sacerdote il 2 aprile 1949.
Insegnò nel Seminario di Monreale, fece parte di vari organismi dell'arcidiocesi di Monreale, fu parroco della parrocchia del Carmine in Monreale e successivamente divenne arciprete-decano della chiesa madre di Corleone.

### Ministero episcopale

#### Vescovo di Cefalù
L'11 novembre 1978 papa Giovanni Paolo II lo nominò vescovo di Cefalù, succedendo a Salvatore Cassisa, nominato arcivescovo metropolita di Monreale. Il 17 dicembre successivo ricevette l'ordinazione episcopale nella chiesa madre di Corleone, per imposizione delle mani del cardinale Sebastiano Baggio, prefetto della Congregazione per i vescovi, co-consacranti Corrado Mingo, arcivescovo emerito di Monreale, e Salvatore Cassisa. Prese possesso della diocesi il 20 gennaio 1979.

#### Vescovo di Mazara del Vallo
Il 7 dicembre 1987 fu trasferito nella diocesi di Mazara del Vallo, prendendo possesso della diocesi il 30 gennaio 1988, Resse la diocesi per quindici anni fino al 15 novembre 2002, quando divenne vescovo emerito. Gli succedette mons. Calogero La Piana.

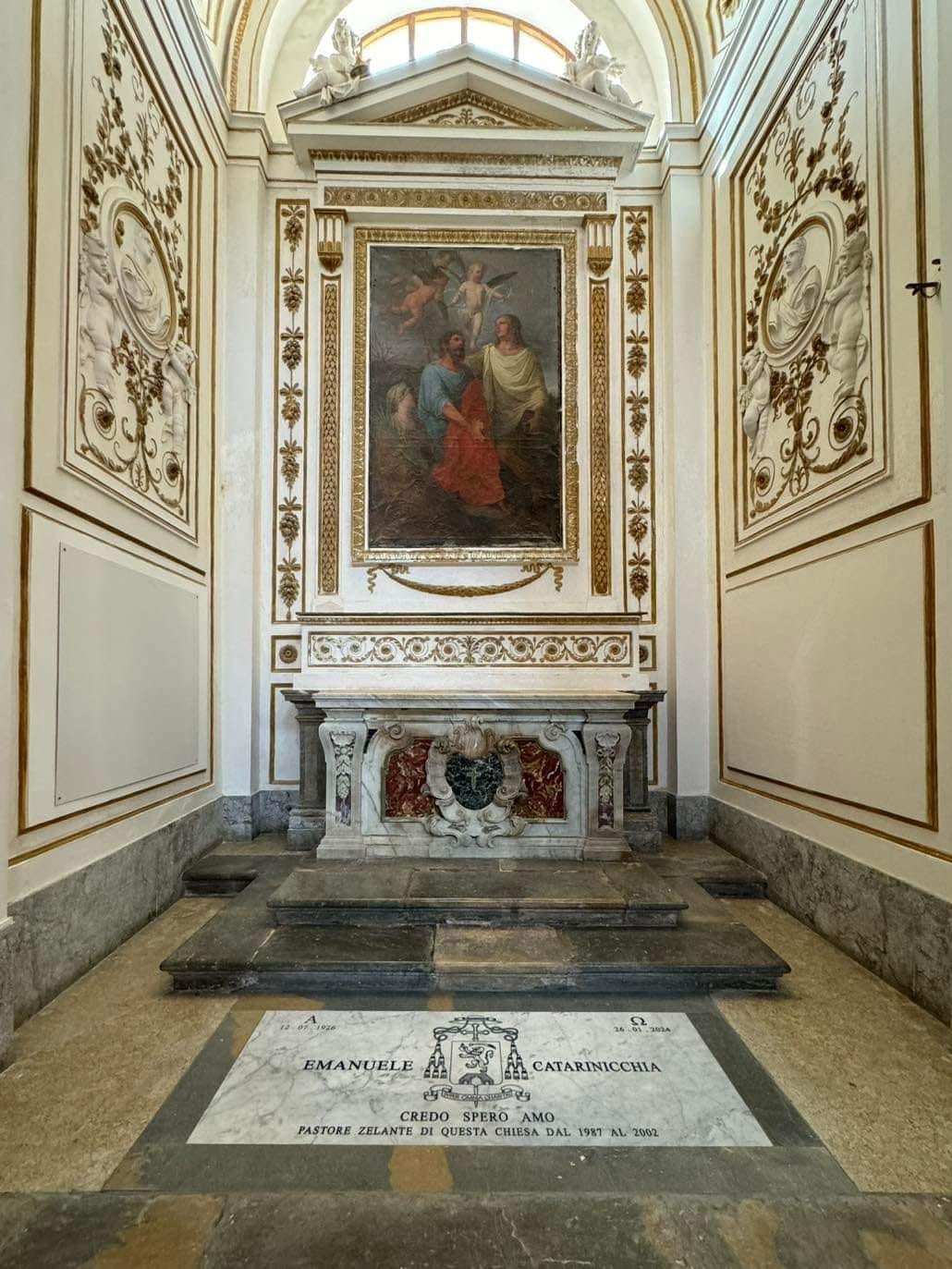
Altare di San Vito della Cattedrale del Santissimo Salvatore dove è sepolto il Vescovo emerito

Appena trasferito a Mazara del Vallo, avviò un'intensa opera pastorale. Il suo primo atto fu la riapertura del seminario vescovile, sito in piazza della Repubblica, di fronte al Palazzo Vescovile. Nel 1989 la struttura, chiusa a seguito del terremoto del 1968 che colpì la valle del Belice, riaprì le porte ad una decina di studenti delle scuole superiori della città, ma allo stesso tempo ospitati nel seminario. Dal 1989 al 2002, Mons. Catarinicchia ordinò circa 30 presbiteri.
Promosse il XV sinodo della Chiesa mazarese, indetto il 1º dicembre 1990 e celebrato nel 1995, con le costituzioni sinodali che entrarono in vigore il 1º gennaio 1996.
Nel 1993 papa Giovanni Paolo II indisse un anno giubilare straordinario per la diocesi in occasione dei 900 anni della sua istituzione e visitando Mazara del Vallo l'8 maggio.
Da vescovo emerito decise di rimanere a vivere a villa Tilotta a Mazara del Vallo dove morì il 26 gennaio 2024, all'età di 97 anni. Per due giorni nella sala del trono del palazzo vescovile fu allestita la camera ardente fino alle esequie che furono celebrate il 29 gennaio dal vescovo di Acireale e presidente della Conferenza episcopale siciliana, Antonino Raspanti, nella cattedrale di Mazara del Vallo.
Il 20 marzo 2024, a quasi due mesi dalla morte, le sue spoglie mortali furono poste davanti all'altare di San Vito della medesima cattedrale.

## Stemma
D'azzurro con in punta monte caricato da leone d'oro impugnante una fiamma che si erge fino ad una cometa d'argento.

## Genealogia episcopale
La genealogia episcopale è:
- Cardinale Scipione Rebiba
- Cardinale Giulio Antonio Santori
- Cardinale Girolamo Bernerio, O.P.
- Arcivescovo Galeazzo Sanvitale
- Cardinale Ludovico Ludovisi
- Cardinale Luigi Caetani
- Cardinale Ulderico Carpegna
- Cardinale Paluzzo Paluzzi Altieri degli Albertoni
- Papa Benedetto XIII
- Papa Benedetto XIV
- Cardinale Enrico Enriquez
- Arcivescovo Manuel Quintano Bonifaz
- Cardinale Buenaventura Córdoba Espinosa de la Cerda
- Cardinale Giuseppe Maria Doria Pamphilj
- Papa Pio VIII
- Papa Pio IX
- Cardinale Alessandro Franchi
- Cardinale Giovanni Simeoni
- Cardinale Antonio Agliardi
- Cardinale Basilio Pompilj
- Cardinale Adeodato Piazza, O.C.D.
- Cardinale Sebastiano Baggio
- Vescovo Emanuele Catarinicchia